# Tønsberg Station
Tønsberg Station (Tønsberg stasjon) er en jernbanestation på Vestfoldbanen, der ligger i byen Tønsberg i Norge. Stationen er bemærkelsesværdig ved at banen her slår knude på sig selv, så togene sydfra kører i en sløjfe gennem byen for at komme ind på stationen, før de fortsætter videre mod nord. Stationen betjenes af NSB's regionaltog mellem Skien og Eidsvoll.

## Historie
Da Vestfoldbanen (dengang kaldet Grevskapsbanen) åbnede i 1881, lå Tønsberg Station ved byfjorden, lige syd for den nuværende Slottsfjelltunnelen. Tunnelen, der i dag er vejtunnel, var ved åbningen i 1881 Norges længste jernbanetunnel.
Stationsbygningen blev opført efter tegninger af Balthazar Lange i en stil præget af historicisme og nyrenæssance. Sammen med Larvik Station var det den eneste station på Vestfoldbanen, der blev opført i mursten. Dette skyldtes ikke kun bygningens størrelse, men også at det var forbudt at opføre træbygninger i helhold til de lokale byggevedtægter. De to stationer var spejlvendte med samme grundplan og hovedtræk, selv om Larvik Station var lidt længere. Stationerne var inspireret af de store godser Jarlsberg hovedgård og Larvik herregård. De var nyskabende med en central vestibule med direkte adgang fra byen og ventesale for anden og tredje klasse på hver sin side. Ekspedition af rejsegods og telegraf lå midt udfor vestibulen med udgang til perronen. Stationen var også nyskabende ved, at førstesalen var mindre end stueetagen, da den kun skulle rumme en tjenestebolig for stationsforstanderen og ikke også flere kontorer, sådan som det var almindeligt for endestationer.
Sporet ind til stationen var et sidespor, hvilket betød at togene måtte bakke ud af stationen. Allerede i 1894 blev der derfor overvejet alternative løsninger for stationen. Da Tønsberg–Eidsfossbanen åbnede i 1901 var der imidlertid brug for en jernbane helt ned til havneområdet, et forhold der var medvirkende til at den nye bane ikke kom til at benytte den eksisterende station men en ny i Knapløkken. Denne station blev senere til den nuværende Tønsberg Station.
I 1910 vedtog Stortinget at omlægge banen i en sløjfe gennem Tønsberg, så togene ikke skulle skifte retning. Det blev desuden besluttet, at de to jernbaner skulle have en fælles station i Knapløkkan. Stationen og sløjfen blev taget i brug 1. oktober 1915. Herefter kom togene nordfra til at køre mod sydøst og rundt i sløjfen for at komme ind på stationen. I 1938 fik Vestfoldbanen stationen for sig selv, da Tønsberg–Eidsfossbanen blev nedlagt.
I sommeren 2002 vedtog Tønsberg kommune at fjerne sløjfen og ombygge stationen til en sækbanegård som Kristiansand Station. Det vil sige at togene skulle køre ud af stationen i samme retning som de var kommet, i stedet for at fortsætte gennem stationen som de fleste andre steder. Jernbaneverket protesterede mod vedtagelsen og påpegede, at denne vending af togene ville forøge rejsetiden med ca. 10 minutter. I 2005 ønskede lokalpolitikerne imidlertid en ny diskussion om sagen.
Da Jarlsbergtunnelen åbnede i 2011, blev sporene lagt om, så trafikken på sløjfen fra at være en del af afsnittet Barkåker – Tønsberg blev forbundet med afsnittet Tønsberg – Sem. Det betød at det fremover er togene sydfra, der kører en tur rundt i sløjfen, mens de nordfra kører direkte ind på stationen.